# Don’t (песня Брайсона Тиллера)
«Don’t» — дебютный сингл американского певца Брайсона Тиллера. Релиз состоялся 20 мая 2015 года. Продюсером выступил Dopeboi.

## Предпосылки и релиз
Первоначально Брайсон выпустил песню в октябре 2014 года на своей странице в SoundCloud, где сразу же начал находить своих фанатов, сперва набрав 4 миллиона прослушиваний в течение первых шести месяцев, затем количество прослушиваний перевалило за 35 миллионов. Тиллер, после того, как поднялась популярность сингла, признался, что он «сделал это дерьмо в [своей] гостиной».

## Видеоклип
Официальный видеоклип вышел 17 октября 2015 г. на Vevo-канале Брайсона в YouTube. С момента своего релиза видео получило более 90 миллионов просмотров.

## Коммерческий успех
«Don’t» дебютировала в Billboard Hot 100 под номером 84 по состоянию на 17 октября 2015 года. Позже песня достигла номера 13, своего пика, тем самым став первой для Тиллера, преодолевшей топ-40.

## Чарты
| Чарт (2015-16)                        | Лучший результат |
| ------------------------------------- | ---------------- |
| Канада (Billboard Canadian Hot 100)   | 52               |
| Нидерланды (Single Top 100)           | 84               |
| Великобритания (UK Singles Chart)     | 71               |
| США (Billboard Hot 100)               | 13               |
| США (Billboard Hot R&B/Hip-Hop Songs) | 4                |

1. ↑  "Bryson Tiller Chart History (Canadian Hot 100)". Billboard.  Проверено January 21, 2016.
2. ↑  "Dutchcharts.nl – Bryson Tiller – Don't"  (нид.). Single Top 100.  Проверено February 6, 2016.
3. ↑  "Official Singles Chart Top 100". Official Charts Company.  Проверено February 13, 2016.
4. ↑  "Bryson Tiller Chart History (Hot 100)". Billboard.  Проверено January 20, 2016.
5. ↑  "Bryson Tiller Chart History (Hot R&B/Hip-Hop Songs)". Billboard.   Проверено December 15, 2015.